# Johann Justin Preissler

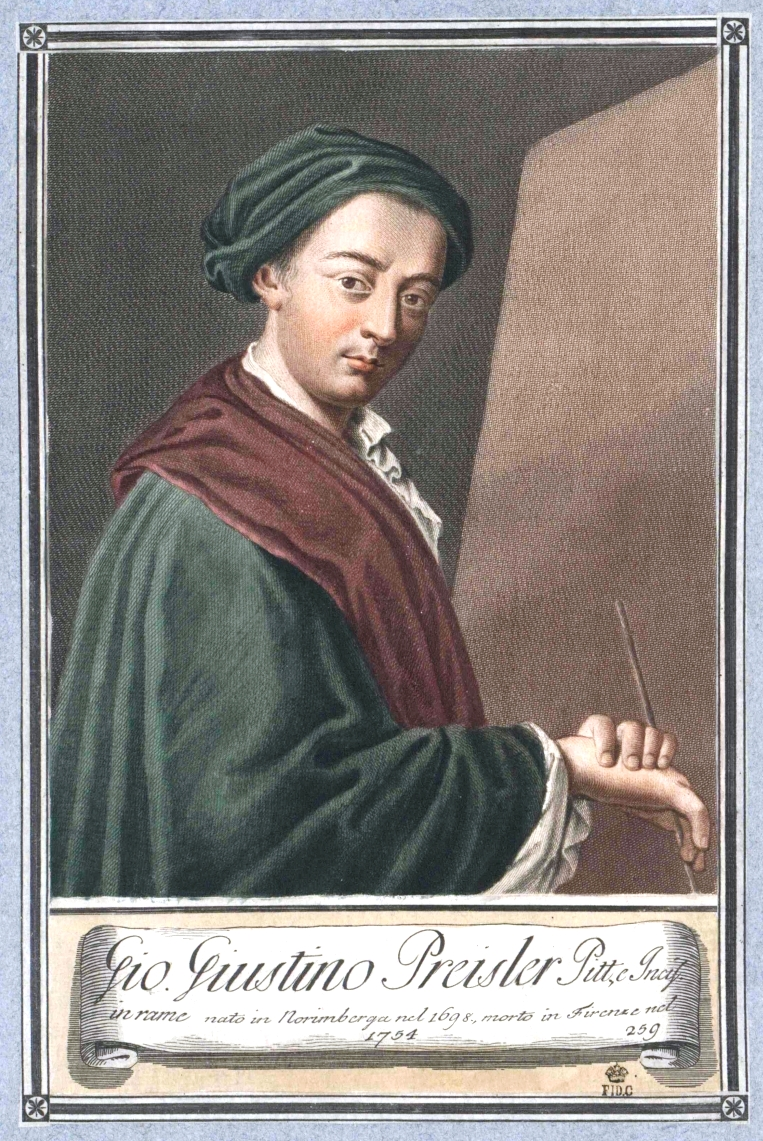
Johann Justin Preisler, Selbstbildnis

Johann Justin Preissler (* 4. Dezember 1698 in Nürnberg; † 18. Februar 1771) war ein deutscher Maler.

## Leben
Johann Justin Preissler war der älteste Sohn des Malers Johann Daniel Preissler (1666–1737). Er wurde zuerst durch seinen Vater im Malen und Zeichnen unterrichtet, reiste aber schon frühzeitig nach Italien, wo er sich dem Baron Philipp von Stosch anschloss. Hier besuchte er auch die Akademie, in der er Edmé Bouchardon kennen lernte. Fünf Jahre später kehrte er nach Nürnberg zurück. 1742 wurde er Direktor der Nürnberger Malerakademie. Er war seit 1738 verheiratet mit Susanna Maria Dorsch.
Preissler malte u. a. die Himmelfahrt Christi für das Heilig-Geist-Spital in Nürnberg und das Altarbild in Hersbruck.